# 3815-ös busz
A 3815-ös jelzésű autóbuszvonal egy Encs és Csenyéte között közlekedő helyközi járat, amelyet a Volánbusz Zrt. üzemeltet munkanapokon, Baktakék érintésével.

## Útvonala
Encs autóbusz állomásáról indul. A 3-as főút és Forró irányába hagyja el a várost, előtte pár indítás érinti Abaújdevecsert is, majd szintén néhány járat a község szélén található cukrászda megállót. Innen Fancsal felé halad. Baktakék végállomása sok szólónak, ahonnan mindössze Alsógagyon és Felsőgagyon túl található a zsákfalu, Csenyéte. A csenyétei elágazás is vonalközi végállomás.
Ellentétes irányban útvonala változatlan.

## Közlekedése
Kizárólag munkanapokon. Indításszáma átlagos, legfőképp tanítási napokon alkot összeköttetést Encs és a Cserehát ezen részeinek falvaival. A teljes vonalat mindössze 1 pár teljesíti, mely azonnal fordul is. Encsen vasúti kapcsolatot nyújt Miskolc és Hidasnémeti felé az állomásán.
| Útvonala                                     | Indításszáma | Közlekedése               |
| -------------------------------------------- | ------------ | ------------------------- |
| Encs, aut. áll. – Forró, cukrászda           | 1 pár        | tanítási napokon          |
| Encs, aut. áll. – Baktakék, aut. ford.       | 2 pár        | tanítási napokon          |
| Encs, aut. áll. – Baktakék, aut. ford.       | 1 pár        | tanszünetben munkanapokon |
| Encs, aut. áll. – Felsőgagy, csenyétei elág. | 1 pár        | munkanapokon              |
| Encs, aut. áll. – Csenyéte, harangláb        | 1 pár        | munkanapokon              |

## Megállóhelyei
| 0                                                                        | Encs, autóbusz-állomás végállomás                  | 0.0 km  | 3720, 3722, 3723, 3728, 3801, 3802, 3803, 3804, 3806, 3808, 3809, 3810, 3811, 3812, 3816, 3819, 3821, 3824 Forró-Encs [90.] |
| Csak az ellentétes irányból érkező érinti.                               |                                                    |         | |
| ∫                                                                        | Encs, iskola                                       | ∫       | 3720, 3722, 3723, 3728, 3802, 3803, 3804, 3806, 3808, 3809, 3810, 3811, 3812, 3816, 3819, 3821, 3824, 3868                  |
| 1                                                                        | Encs, gimnázium                                    | 1.3 km  | 3720, 3722, 3723, 3728, 3802, 3804, 3811, 3812, 3816, 3819, 3821                                                            |
| 2                                                                        | Encsi elágazás                                     | 1.9 km  | 3720, 3722, 3723, 3728, 3802, 3811, 3812, 3816                                                                              |
| Hétfőn, szerdán, pénteken: 1-2; kedden, csütörtökön: 2-3 indítás érinti. |                                                    |         | |
| ∫                                                                        | Abaújdevecser, bejárati út                         | ∫       | 3722, 3802, 3816 |
| ∫                                                                        | Abaújdevecser, Kossuth utca                        | ∫       | 3722, 3802, 3816 |
| ∫                                                                        | Abaújdevecser, autóbusz-forduló                    | ∫       | 3722, 3802, 3816 |
| ∫                                                                        | Abaújdevecser, Kossuth utca                        | ∫       | 3722, 3802, 3816 |
| ∫                                                                        | Abaújdevecser, bejárati út                         | ∫       | 3722, 3802, 3816 |
| 3                                                                        | Forró, fancsali elágazás                           | 3.3 km  | 3720, 3722, 3723, 3728, 3811, 3812, 3816                                                                                    |
| Tanítási napokon 3; tanszünetben munkanapokon 1 indítás érinti.          |                                                    |         | |
| ∫                                                                        | Forró, iskola                                      | ∫       | 3720, 3723, 3728, 3816 |
| ∫                                                                        | Forró, cukrászda vonalközi végállomás              | ∫       | 3720, 3723, 3728, 3816 |
| ∫                                                                        | Forró, iskola                                      | ∫       | 3720, 3723, 3728, 3816 |
| 3                                                                        | Forró, fancsali elágazás                           | 3.3 km  | 3720, 3722, 3723, 3728, 3811, 3812, 3816                                                                                    |
| 4                                                                        | Fancsal, alsó bejárati út                          | 6.8 km  | 3722, 3723, 3811, 3812 |
| 5                                                                        | Fancsal, vegyesbolt                                | 7.3 km  | 3722, 3723, 3811, 3812 |
| 6                                                                        | Baktakék, fancsali elágazás                        | 11.2 km | 3716, 3719, 3722, 3811, 3812, 3830                                                                                          |
| 7                                                                        | Baktakék, községháza                               | 11.7 km | 3716, 3719, 3722, 3811, 3812, 3830                                                                                          |
| 8                                                                        | Baktakék, autóbusz-forduló vonalközi végállomás    | 12.6 km | 3716, 3719, 3722, 3811, 3812, 3830                                                                                          |
| 9                                                                        | Alsógagy, gagyapáti elágazás                       | 15.9 km | 3719, 3811, 3830 |
| 10                                                                       | Alsógagy, templom                                  | 16.4 km | 3719, 3811, 3830 |
| 11                                                                       | Felsőgagy, Arany János utca                        | 18.9 km | 3719, 3811, 3830 |
| 12                                                                       | Felsőgagy, csenyétei elágazás vonalközi végállomás | 19.4 km | 3719, 3811, 3830 |
| 13                                                                       | Csenyéte, harangláb végállomás                     | 22.4 km | 3719, 3811, 3830 |